# Старбак (Міннесота)
Старбак (англ. Starbuck) — місто в окрузі Поуп, штат Міннесота, США.
Площа 4,1 км² (4,1 км² — суша, водойм нема), згідно з переписом 2002 року в місті проживають 1314 особи. Густота населення становить 322 чол/км².
- Телефонний код міста — 320
- Поштовий індекс — 56381
- FIPS-код міста — 27-62500[5]
- GNIS-ідентифікатор — 0652561[6]